# マウンテン・ウォーズ/ホライズン高校物語
マウンテン・ウォーズ/ホライズン高校物語(Higher Ground) は、アメリカ合衆国とカナダの合作テレビドラマ。北米では2000年1月14日から2000年6月16日までFoxファミリー・チャンネルで放送された。日本では2002年7月7日から同年12月1日までスーパーチャンネルで放送された。全22話。
ライオンズゲート・テレビジョン、クレセントモール・エンターテイメント、パラマウントテレビジョンの共同制作。撮影はバンクーバーで行われた。
アメリカ合衆国北西部の山中にある問題児たちの通う「マウント・ホライズン」が舞台となっている。番組の冒頭に著名な作家や政治家、その他有名人などからの引用句がある。

## 登場人物
ピーター・スカボロー
演 - ジョー・ランドー / 日本語吹替 - 石丸博也
主人公。ホライズン高校教師。
ソフィー・ベッカー
演 - アン・マリー・ローダー / 麻上洋子
ホライズン高校のカウンセラー。ピーターとはかつて恋仲だった。
スコット・バリンジャー
演 - ヘイデン・クリステンセン/鈴木圭一郎
麻薬が原因でこの高校に送り込まれた少年。
ハンナ・バーンズ
演 - デボラ・オーデル/寺内よりえ
キャサリン・アン・カボット
演 - キャンディス・マクルーア/村上あかね
うつ病を患うアフリカ系アメリカ人の少女。
オーガスト""オーギー""シセロス
演 - ホージ・ヴァルガス / 浜田健作
元ギャング団の少年。
ジュリエット・ウェイボーン
演 - ミーガン・オリー / 小林沙苗
シェルビー・メリック
演 - A・J・クック / 甲斐田裕子
エズラ・フリードキン
演 - カイル・ダウンズ / 三代伸久
薬物中毒に陥っている少年。
フランク・マーケジアン
演 - ジム・バーンズ / 亀井三郎
ホライズン高校の校長で創設者でもある。
ホルヘ
演 - サント・ロンバード / 野瀬育二

## 各話リスト
| 話数 | サブタイトル       | サブタイトル                 | 脚本                                                | 監督                     | 放送日         | 引用 |
| 話数 | 邦題               | 原題                         | 脚本                                                | 監督                     | 放送日         | 引用 |
| ---- | ------------------ | ---------------------------- | --------------------------------------------------- | ------------------------ | -------------- | --- |
| 1    | 追い詰められた16才 | Scott Free                   | マイケル・ブレイバーマン                            | デヴィッド・ストレイトン | 2000年 1月14日 | "We are all in the gutter, but some of us look at the stars." ~ オスカー・ワイルド                                              |
| 2    | 迷える子供たち     | Babes in Arms                | ジョン・マンデル クレイグ・ヴォルク                 | アラン・シモンズ         | 1月21日        | "The secret of secrets is inside me again" ~ アンナ・アフマートヴァ                                                             |
| 3    | 誘惑のニューヨーク | Walking The Line             | マット・ヘイスティングス                            | ミック・マッケイ         | 1月28日        | "If we open a quarrel between the past and the present, we shall find that we have lost the future." ~ ウィンストン・チャーチル |
| 4    | 希望の滝           | Our Strongest Link           | ブルース・ミラー                                    | トニー・ウェストマン     | 2月4日         | "All are needed by each one; Nothing is fair or good alone." ~ ラルフ・ワルド・エマーソン                                       |
| 5    | 勝敗の彼方         | Hope Falls                   | クレイグ・ヴォルク                                  | デヴィッド・ストレイトン | 3月10日        | "Never deprive someone of hope; It might be all they have." ~ w:H. Jackson Brown, Jr.                                           |
| 6    | 洞窟の霊体験       | What Remains                 | デネトリア＝ハリス・ローレンス                      | ピーター・デルイーズ     | 2月11日        | "In the silence of our woods your children will not be alone." ~ シアトル酋長                                                   |
| 7    | 子供の育て方       | Crossroads                   | デネトリア＝ハリス・ローレンス                      | ブレントン・スペンサー   | 2月18日        | "No one can make you feel inferior without your consent" ~ エレノア・ルーズベルト                                               |
| 8    | 悪童との再会       | Worlds Apart                 | ジェニファー・ファーロング                          | ピーター・デルイーズ     | 2月25日        | "It is easier to fight for principles than to live up to them." ~ アルフレッド・アドラー                                        |
| 9    | 嵐の夜の出来事     | Seductions                   | ジョン・マンデル                                    | マイケル・ロビンソン     | 3月3日         | "To love oneself is the beginning of a lifelong romance."~ オスカー・ワイルド                                                   |
| 10   | 真実の叫び         | Close Encounters             | デボラ・シュワルツ                                  | アラン・シモンズ         | 3月17日        | "Tell me who admires you and loves you, and I will tell you who you are" ~ シャルル＝オーギュスタン・サント＝ブーヴ             |
| 11   | 歪められた真実     | Wherefore Art Thou           | ジョン・マンデル                                    | アラン・シモンズ         | 3月31日        | "False face must hide what false heart doth know." ~ ウィリアム・シェイクスピア                                                 |
| 12   | 親のエゴ           | Best Behavior                | デネトリア＝ハリス・ローレンス                      | アラン・シモンズ         | 4月7日         | "Let us not look back in anger, nor forward in fear, but around in awareness." ~ ジェームズ・サーバー                           |
| 13   | 逃避行             | Attention Deficit            | クレイグ・ヴォルク                                  | ブレントン・スペンサー   | 4月14日        | "Somewhere in the world your Father is lost and needs you but you are far away." ~ ウィリアム・スタフォード                     |
| 14   | サバイバルキャンプ | The Kids Stay in the Picture | マット・ヘイスティングス                            | マイク・ロール           | 4月21日        | "From here there is no place that does not see you. You must change your life. ~ ライナー・マリア・リルケ                       |
| 15   | 新入生を暴け       | Exposed                      | ブルース・ミラー                                    | アラン・シモンズ         | 4月28日        | "I'm giving you a longing look ... Everyday I write the book." ~ エルヴィス・コステロ                                           |
| 16   | 永遠の思い出       | Innocence                    | ジェニファー・ファーロング                          | ピーター・デルイーズ     | 5月5日         | "The childhood shows the man, as morning shows the day." ~ ジョン・ミルトン                                                     |
| 17   | 怪物と創造主       | Daised and Confused          | デネトリア＝ハリス・ローレンス デボラ・シュワルツ   | マット・ヘイスティングス | 5月12日        | "I cherished hope, it is true, but it vanished when my person reflected . . ." ~ メアリー・シェリー                             |
| 18   | それぞれの試練     | One of Those Days            | ジェフ・コーエン                                    | アラン・シモンズ         | 5月19日        | "You don't live in a world all alone. Your brother is here too." ~ アルベルト・シュヴァイツァー                                 |
| 19   | 悪夢の行方         | Because it's There           | ブルース・ミラー                                    | ピーター・デルイーズ     | 5月16日        | "Why climb Mount Everest? Because it's there." ~ ジョージ・マロリー                                                             |
| 20   | 自己との闘い       | Falling Up                   | クレイグ・ヴォルク                                  | マイケル・ロビンソン     | 6月3日         | "Tragedies are about the depths that call up to certain men and insist that they descend." ~ ロバート・ブライ                   |
| 21   | 和解!再出発        | Mended Fences                | ジョン・マンデル                                    | マット・ヘイスティングス | 6月9日         | "If we really want to live, we'd better start at once to try." ~ W・H・オーデン                                                 |
| 22   | 星降る夜の愛       | Because I Love You           | マイケル・ブレイバーマン ジェニファー・ファーロング | アラン・シモンズ         | 6月16日        | "The child shall become father to the man." ~ ウィリアム・ワーズワース                                                          |